# Quadrifoli

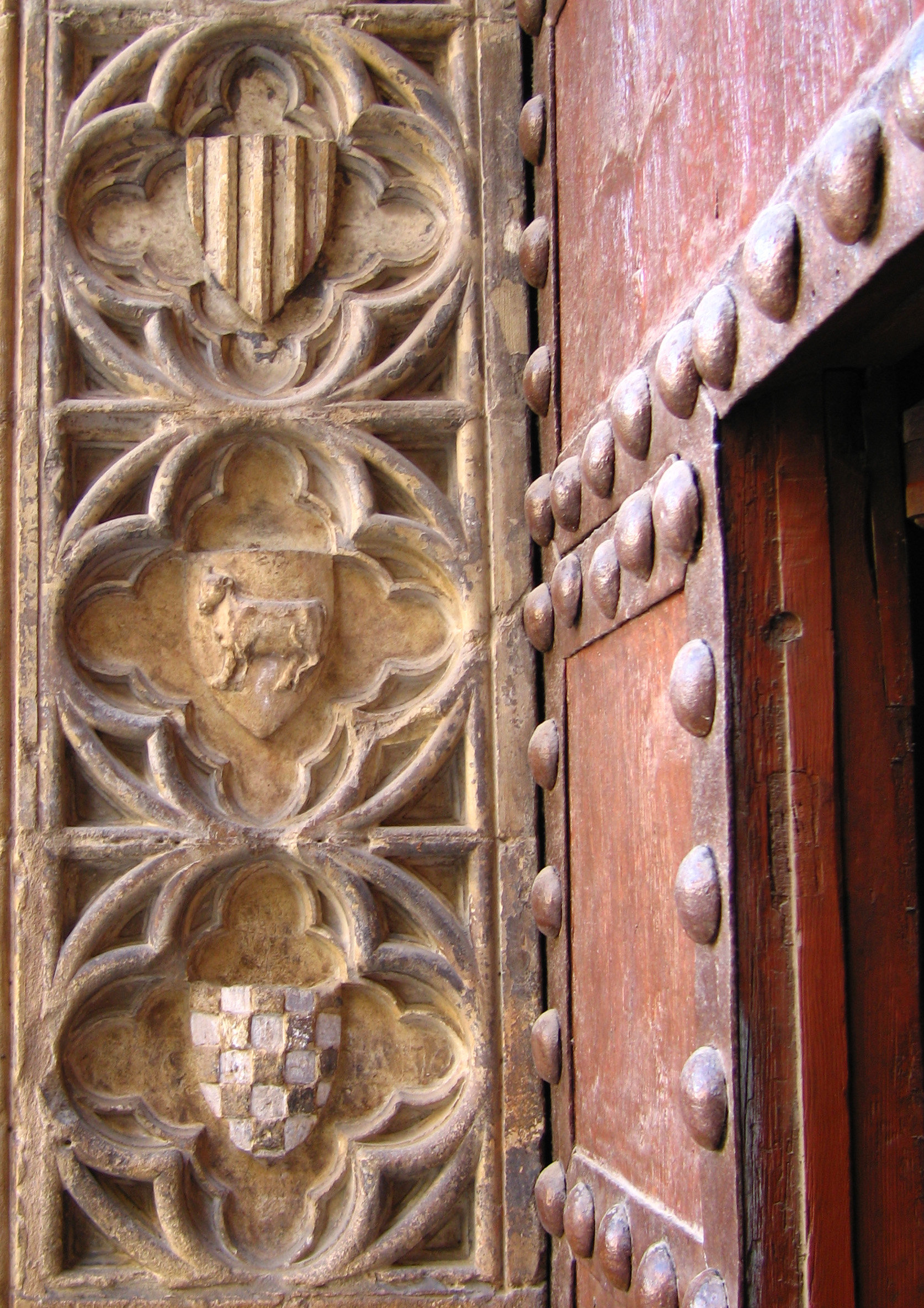
Successió de tres quadrifolis que alberguen escuts en la Porta dels Apòstols de la Seu de València

Un quadrifoli és un element decoratiu format per quatre lòbuls semicirculars, col·locats imitant el contorn d'una flor.